# Luigi Giacobbe
Luigi Giacobbe (Bosco Marengo, província d'Alessandria, 1 de gener de 1907 – Novi Ligure, 1 de desembre de 1995) va ser un ciclista italià que fou professional entre 1926 i 1937. En el seu palmarès destaca una victòria d'etapa al Giro d'Itàlia de 1931. En aquesta cursa va acabar cinc vegades entre els deu primers en les 10 edicions que disputà.

## Palmarès
- 1928
  - 1r al Giro del Penice
- 1931
  - 1r al Tre Valli Varesine
  - 1r a la Ventimiglia-Gènova
  - Vencedor d'una etapa al Giro d'Itàlia

### Resultats al Tour de França
- 1931. Abandona (10a etapa)
- 1933. 28è de la classificació general
- 1935. Abandona (15a etapa)

### Resultats al Giro d'Itàlia
- 1927. 9è de la classificació general
- 1928. Abandona
- 1929. 5è de la classificació general
- 1930. 2n de la classificació general
- 1931. 2n de la classificació general. Vencedor d'una etapa
- 1932. 12è de la classificació general
- 1933. Abandona
- 1934. 9è de la classificació general
- 1935. 30è de la classificació general
- 1936. 21è de la classificació general